# Bourbon whisky

A mai Bourbon megye elhelyezkedése Kentucky államban. Eredetileg (akkor még Virginia állam megyéjeként) a mai Kentucky 33 másik megyéjét is magában foglalta.

A bourbon whisky (az amerikai angolban többnyire bourbon whiskey) olyan amerikai whiskytípus, amit legalább 51% kukoricából erjesztenek, és lepárlás után új, belülről elszenesített tölgyfahordóban érlelnek. Nevét a Kentucky állambeli Bourbon megyéről kapta, de bárhol készíthető az Amerikai Egyesült Államok területén.

## Jogi definíció
1964. május 4-én az Amerikai Egyesült Államok Kongresszusa elismerte a bourbon whiskyt mint az Amerikai Egyesült Államok egyedi termékét, és azóta a következő szövetségi szabvány érvényes rá:

- legalább 51% kukoricát tartalmazó gabonapépből kell erjeszteni
- legfeljebb 80%-os alkoholtartalmúra kell lepárolni
- legfeljebb 62,5%-os alkoholtartalommal lehet érlelésre hordóba rakni
- kizárólag új, kiégetett tölgyfahordókban lehet érlelni
- ha legalább két évig érlelik, akkor megkaphatja a straight előtagot (straight bourbon whisky), ha minden összetevője ugyanabban az államban készült
- ha 4 évnél kevesebb időtartamig érlelték, akkor fel kell tüntetni, hogy meddig
- különböző párlatok keveréke akkor lehet bourbon whisky, ha mindegyik párlat teljesíti a fenti követelményeket

## Gyártása
A bourbon jellegzetes összetétele 70% kukorica rozzsal, időnként búzával (vagy mindkettővel) és árpamalátával. „Wheated bourbon” néven emlegetik az olyan fajtákat, melyekbe rozs helyett is búzát tesznek. A gabonát megőrlik és vízzel keverik, majd általában az előző lepárlásból maradó moslékból is adnak hozzá, hogy a főzetek savassága egyforma legyen – ezt nevezik sour mashnek, azaz savanyú cefrének. Végül a cefrét megerjesztik, majd jellemzően 65–80% szesztartalmúra desztillálják.
A bourbon whisky hagyományosan többszöri lepárlással készült, később azonban a folyamatos lepárlás egy egyedi módja terjedt el. A cefrét egy cefreoszlopba vezetik, az így keletkező alszesz azonban (ellentétben például a skót és ír gabonawhiskyvel) nem finomítóoszlopba megy tovább, hanem kisüsti finomításon esik át egy doubler vagy egy thumper által (előbbibe folyékonyan, utóbbiba gőzként érkezik meg az alszesz). A bourbon whisky tehát általában nem tornyos finomítású párlat.
Az így keletkezett gabonapárlatot kiégetett, új tölgyfahordókba töltik, melyektől színt és ízeket vesz át, miközben a fa pórusain keresztül bizonyos anyagok távoznak belőle, és oxidáció is történik. A bourbon minél tovább marad a hordóban, annál több színt és ízt vesz fel, így gyakran nem meghatározott évig, hanem a megfelelő érettség eléréséig érlelik. A túlérlelt bourbon faízű és kiegyensúlyozatlan lesz.
Érlelés után a bourbönt általában vízzel hígítják, és legalább 40% szesztartalommal palackozzák.. A legtöbb bourbon whiskyt 40% szesztartalommal adják el, de jellemző a 43, 45, 49, 50 és 53,5 százalék is, és előfordul akár 75,5%-os bourbon is. Gyakran „barrel proof”, azaz „hordós erősségű” jelzi a címkéjükön, ha érlelés után nem, vagy alig hígították őket.
A 40% alá hígított bourbon whiskey „diluted bourbon”, azaz „hígított bourbon” néven forgalmazható.

## Története

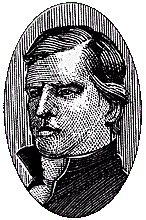
Elijah Craig fametszeten

Az amerikai whisky története az ír és skót bevándorlókkal kezdődött, akik a szeszfőzés tudományát magukkal vitték a gyarmatokra. Az 1770-es években az akkor még Virginiához tartozó Kentucky régió kukoricatermesztő farmerei kukoricából kezdtek a más whiskykhez képest édesebb whiskyt gyártani. A későbbi híres whisky-dinasztia őse, Jacob Beam 1788-ban költözött Kentuckyba. Elijah Craig tiszteletes 1789-ben volt a hagyomány szerint az első, aki belülről elszenesített hordóban szállította először whiskyjét. Mire az a hordóban a vásárlókhoz ért lágyabb ízűvé és karamellszínűvé vált az elszenesített hordófában levő karamellizált cukortól.
1791-ben a szövetségi kormány megadóztatta az égetett szeszesitalokat, ez ellen Nyugat-Pennsylvaniában kitört az ún whiskylázadás, amit George Washington fojtott el 13 ezer fős sereggel. Ekkoriban sokan költöztek át Kentuckyba és folytatták itt a gabonatermesztést és szeszfőzést.